# Leenverheffing
Onder leenverheffing verstond men het afleggen van de eed van trouw en hulde aan de leenheer door de erfgenaam van een leen, met de betaling van het heergewaad bij het aanvaarden van een leengoed. 
Bij elke overdracht van een leen moest de nieuwe leenman manschap doen aan zijn suzerein. De leenman 'verheft' zijn leen bij deze leenhulde aan de leenheer. Daarbij overhandigt de nieuwe leenman de leenheer een som geld of een geschenk , zoals een valk, een wapenuitrusting, handschoenen, laarzen of een nieuw gewaad. Zo ontstonden het zelfstandig naamwoord "heergewaad" en het werkwoord "verheergewaden".De eedaflegging kon ook gedaan worden door een plaatsvervangende hulder. De leenverheffing vond plaats in de leenzaal van de leenheer.
De leenverheffing kon ook groepsgewijs gebeuren door de inwoners van een heerlijkheid ten opzichte van de nieuwe leenheer of landcommandeur van een ridderorde. De leenverheffing kan men gelijkstellen met de investituur.